# Joan Baptista Germain

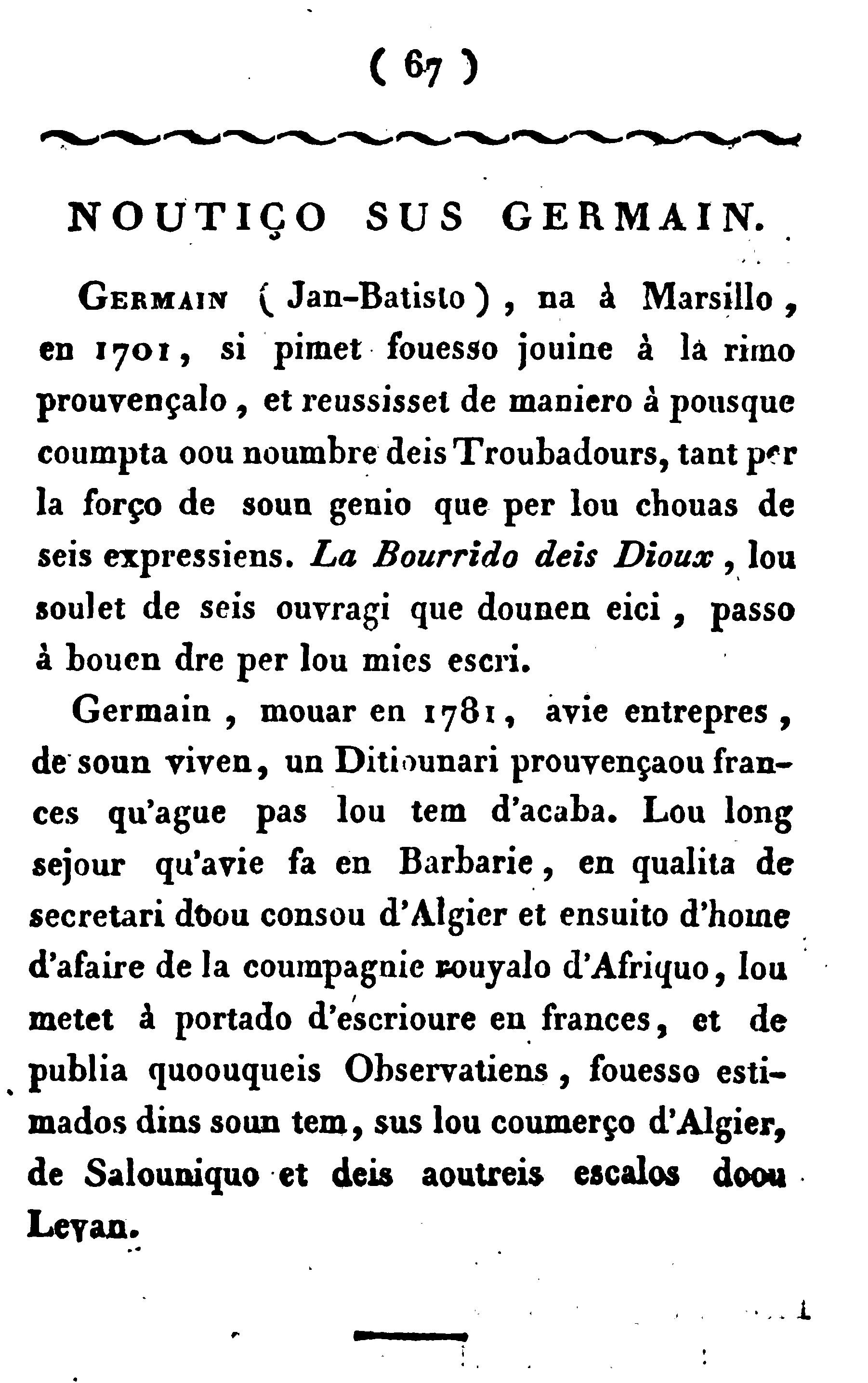
Biografia de Joan Baptista Germain dins la Borrida dei Dieu

Joan Baptista Germain (en francés: Jean-Baptiste Germain; Marsella, 1711 i 1781) fou un escriptor provençal de llengua occitana del segle xviii i també un diplomàtic francès a Algèria al servei de la Compagnie Royalle d'Afrique.
Compongué, entre altres coses, la Borrida dei Dieu, que va ser publicada dins l'antologia poètica provençal Lo Boquet provençau.

## Obres
A part de la famosa Borrida dei Dieus (<Bourrido deis Dieoux>) publicada en 1760 i tornada a editar dins l'antologia Lo Boquet provençau, Barsotti esmenta, citant Achard:
- La Matrona d'Efeba
- La Barbariá d'un Anglés sus sa Mestressa
- Òda au Rei de Prussa
- Lo Trionfe de Marselha
- Lei Delicis dau Terrador
- Parafrasa dau Saume de Dàvid 108
- L'Apologia de la Borrida dei Dieu